# Scabiosa isetensis
Scabiosa isetensis là một loài thực vật có hoa trong họ Kim ngân. Loài này được L. miêu tả khoa học đầu tiên..